# 中﨑翔太
中﨑 翔太（なかざき しょうた、1992年8月10日 - ）は、鹿児島県曽於郡財部町（現：曽於市）出身のプロ野球選手（投手）。右投右打。広島東洋カープ所属。
実兄は埼玉西武ライオンズや栃木ゴールデンブレーブスでプレーした中﨑雄太。

## 経歴

### プロ入り前
曽於市立財部小学校では軟式野球の財部サンデーズでプレー。曽於市立財部中学校では都城リトルシニアに所属していた。
日南学園高校では2年秋にエースとして宮崎県大会で優勝、3年春には県大会で準優勝している。
2010年10月28日に行われたドラフト会議で広島から6位指名を受けた。11月17日に契約金2500万・年俸450万円で契約した。

### 広島時代
2012年は、9月19日の東京ヤクルトスワローズ戦でプロ入り初先発し、6回まで無失点と好投するも中村悠平に頭部死球を与えて危険球退場処分を受け敗戦投手となった。
2013年は、4月12日の中日ドラゴンズ戦で中継ぎ登板し、失点を許すも直後に味方が逆転しプロ入り初勝利を挙げた。4月20日の読売ジャイアンツ戦では、予告先発投手の前田健太が右上腕三頭筋筋膜炎で登板を回避したため急遽代役を務めたが、長野久義、ホセ・ロペスに本塁打を許し5回2失点で敗戦投手となった。更に5月4日の巨人戦（東京ドーム）で先発したものの、長野に満塁本塁打などを打たれ4回6失点で降板した。その後登録抹消を経て、6月8日の埼玉西武ライオンズ戦で7回を無失点に抑えプロ入り初の先発勝利を挙げた。
2014年は、前シーズンオフに受けた血行不良の手術の影響もあり、6月6日まで一軍昇格は無かった。昇格後はロングリリーバーとして待機していたが、7月23日のヤクルト戦（明治神宮野球場）にて初セーブを挙げると、それをきっかけに勝ち試合にも救援登板した。特に一岡竜司の離脱後は8回を投げるセットアッパーに抜擢され、夏場以降の救援陣を支えた。クライマックスシリーズでも1stステージ第2戦の延長10回、11回を無失点で投げきっている。
2015年は開幕からセットアッパー候補として一軍に帯同。2015年からの守護神であるデュアンテ・ヒース、中﨑と同じくセットアッパー候補である一岡の被安打、ないし与四球の多い不安定な内容もあり4月半ばからは抑えの座に座った。中﨑も一時は防御率5点台に達し、6月5日の東北楽天ゴールデンイーグルス戦では登場時にブーイングを受けた場面もあったが、そのきっかけとなった6月2日の北海道日本ハムファイターズ戦より後の試合ではセーブの失敗は無く、6月5日以降46試合（48 1/3回）を6失点（自責5）、防御率0.93で抑え、守護神として定着した。最終的に29セーブを記録し、2010年の横山竜士以来となる球団日本人2桁セーブ投手、永川勝浩以来6年ぶりとなる球団日本人20セーブ投手となった。
2016年は、春季キャンプの段階で抑えに指名された。前年苦戦した春先を含み、年間を通し不調なく登板を重ね、リーグ優勝決定までの60登板（60 1/3回）で防御率1.37を記録。今村猛、ブレイディン・ヘーゲンズ、ジェイ・ジャクソンと共に鉄壁のリリーフを形成し、チームの躍進に貢献した。ペナントレース優勝試合となる9月10日の巨人戦（東京ドーム）でも9回裏2点リードで登板しリードを守り、胴上げ投手となった。ポストシーズンにも登板、日本シリーズ進出決定試合での9回表1点リードで登板しリードを守り、シーズン2度目の胴上げ投手となった。クライマックスシリーズではファイナルステージ（対横浜DeNAベイスターズ）の第2戦、第4戦でセーブを記録したが、ファイターズとの日本シリーズではセーブ機会での登板はなく、ビジターとなる第5戦（札幌ドーム）9回裏同点での登板では西川遥輝へ1992年の杉浦亨以来日本シリーズにおいて二人目となるサヨナラ満塁本塁打を献上し敗戦投手となった。シーズン終了後、10月18日に「侍ジャパン 野球オランダ代表 野球メキシコ代表 強化試合」の日本代表に選出されたが、10月31日に右腰ならびに右股関節痛のため辞退した。
2017年は、4月10日に右腹部の違和感で出場選手登録を抹消され、11日に広島市内の病院で「腰痛症」と診断された。5月23日に一軍復帰して以降は離脱期間中にクローザーを務めていた今村猛に守護神の座を譲り、セットアッパーとしてチームを支えた。シーズン終盤に守護神に復帰すると、チーム37年ぶりのリーグ連覇を決めた9月18日の対阪神戦では1点リードの9回を三者凡退で締め、2年連続の胴上げ投手となった。防御率も2年連続で1点台（1.40）を記録した。
2018年は、8月8日に史上30人目、球団では4人目となる通算100セーブを達成。リーグ3連覇を決めた9月26日の対ヤクルト戦では10点リードの9回に登板し、1971年から1973年の高橋一三以来45年ぶりの快挙となる3年連続の胴上げ投手となった。セーブ数は2年ぶりに30を超えた（32セーブ）。福岡ソフトバンクホークスとの日本シリーズでは第5戦（11月1日・福岡ヤフオク!ドーム）で柳田悠岐にサヨナラ本塁打を許した。前述の通り2016年の日本シリーズでもサヨナラ本塁打を許しており、日本シリーズ2度のサヨナラ被弾は史上初という不名誉な記録を残してしまった。
2019年は、開幕から調子が上がらず、6月上旬にはヘロニモ・フランスアにクローザーの座を譲り、6月20日には出場選手登録を抹消された。その後は昇格と降格を繰り返し、36試合の登板でセーブは9つで5年ぶりに2桁を下回った。オフには右膝半月板部分切除手術した。
2020年は、右膝手術からリハビリの関係で前半戦絶望的だったが新型コロナウィルスの影響でプロ野球開幕が6月後半だった為開幕一軍入りを果たした。シーズン初登板初勝利を挙げたが状態が上向かず7月9日の対横浜戦では一死も取れず3失点で降板すると二軍落ち、その後右腕に異常が見つかり9月には右後上腕回旋動脈瘤切除の手術をした関係もあり自己ワーストの成績に終わる。契約更改では5800万円ダウンの推定年俸8700万円でサインした。
2021年は、一軍デビューした2012年以降では最少となる4試合の登板に終わった。推定年俸は2100万減の6600万円となった。
2022年は4月末までに14試合に登板したが、1勝4敗、防御率8.03の成績で5月1日に二軍落ちした。
2023年、8月31日に出場選手登録日数が8年に達し、国内フリーエージェント（FA）権の取得条件を満たした。10月24日、NPBからFA権取得者が公示されたその日に残留することを表明した。
2024年は、開幕から13試合に出場し、1勝1敗、防御率3.09を記録するも5月29日に右肩の張りで登録抹消された。7月3日からウエスタン・リーグで復帰、8試合連続無失点と状態を上げ、9月3日に一軍再昇格、そのままシーズンを終了。シーズン通算で24登板1勝1敗、防御率1.96の成績であった。

## 選手としての特徴
スリークォーター気味に押し出すフォームが特徴。一軍定着当初はカットボール気味と称される最速149km/hのストレートとスライダーを織り交ぜていたが、リリーフ転向後にストレートの最速が155km/hに上昇し、直球と球速の差が少ないツーシーム、未完成だが135km/h前後のフォークボールなどを持ち球に加えた。

## 人物
愛称は『ザキ』、『中崎どん』、『天山』、『ピート』。
日常での穏やかな顔とギャップある、マウンド上で見せる強く睨みを効かせた表情が中﨑のトレードマークとなっている。これは2014年の野村謙二郎監督から戸田隆矢と共に2人して打ち込まれた試合の後に受けた、「お前は優しい顔をしているから意識して怖い顔を作るようにしろ」とのアドバイスから作ったもの。また、同時に「2人とも強い球を、コースはどこでもいいから膝の高さに投げろ。インコースとかアウトコースとかは問わない。困った時は膝の高さに一番強い球を投げるんだ。」とも話され、それが以降の力強い直球を主体とした投球に繋がっている。
兄の雄太については、「将来は日本シリーズで投げ合いたいですね」と抱負を述べていた。また「誰にも優しく、陰で努力する兄を尊敬しています」と話し、高校2年の誕生日に兄から貰った黄色のグラブを愛用している。
前田健太を憧れにしており、高校時代から前田が投球練習前に行っている“マエケン体操”（手をブラブラさせ肩甲骨辺りの筋肉を柔らかくさせる体操のこと。）を行っている。指名挨拶を受けた後、自転車をこいで日南市で行われている秋季キャンプを見学した。また、小学校の時から広島のキャンプを見学していたという。その前田が中心となって結成された『TEAM マエケン』のメンバーの一人であり（他には中田廉や大瀬良大地がいる）、2014年シーズンのオフには阪神タイガースの藤浪晋太郎も含めた5人で合同自主トレを行なった。
リリーフへの本格転向以降、午前中からトレーニングジムへ通うなどトレーニングを欠かさない。また、2015年春に緒方孝市監督から受けた「プロ野球選手というレールから逸れることはできない。私生活からしっかり覚悟を持ってやることが大事」という話もあり、前年まで失敗を忘れるためもありビールや焼酎などを飲んでいたが、それが同じ失敗を繰り返すことにつながるとして禁酒、先輩などからの食事の誘いも断るなどストイックな面も見せた。
2019年3月16日、出身地・鹿児島県曽於市のPR大使に就任。

## 詳細情報

### 年度別投手成績
| 年 度      | 球 団      | 登 板 | 先 発 | 完 投 | 完 封 | 無 四 球 | 勝 利 | 敗 戦 | セ 丨 ブ | ホ 丨 ル ド | 勝 率 | 打 者 | 投 球 回 | 被 安 打 | 被 本 塁 打 | 与 四 球 | 敬 遠 | 与 死 球 | 奪 三 振 | 暴 投 | ボ 丨 ク | 失 点 | 自 責 点 | 防 御 率 | W H I P |
| ---------- | ---------- | ----- | ----- | ----- | ----- | -------- | ----- | ----- | -------- | ----------- | ----- | ----- | -------- | -------- | ----------- | -------- | ----- | -------- | -------- | ----- | -------- | ----- | -------- | -------- | ------- |
| 2012       | 広島       | 12    | 1     | 0     | 0     | 0        | 0     | 1     | 0        | 1           | .000  | 84    | 21.0     | 15       | 1           | 8        | 0     | 1        | 14       | 1     | 0        | 7     | 6        | 2.57     | 1.10    |
| 2013       | 広島       | 17    | 11    | 0     | 0     | 0        | 2     | 7     | 0        | 1           | .222  | 273   | 60.1     | 67       | 7           | 31       | 1     | 1        | 40       | 1     | 0        | 41    | 39       | 5.82     | 1.62    |
| 2014       | 広島       | 32    | 0     | 0     | 0     | 0        | 2     | 3     | 1        | 10          | .400  | 193   | 43.2     | 45       | 2           | 15       | 1     | 3        | 32       | 0     | 0        | 20    | 19       | 3.92     | 1.37    |
| 2015       | 広島       | 69    | 0     | 0     | 0     | 0        | 0     | 6     | 29       | 11          | .000  | 300   | 73.0     | 65       | 4           | 23       | 0     | 1        | 61       | 0     | 0        | 20    | 19       | 2.34     | 1.21    |
| 2016       | 広島       | 61    | 0     | 0     | 0     | 0        | 3     | 4     | 34       | 7           | .429  | 251   | 61.1     | 50       | 2           | 19       | 2     | 2        | 54       | 0     | 0        | 11    | 9        | 1.32     | 1.13    |
| 2017       | 広島       | 59    | 0     | 0     | 0     | 0        | 4     | 1     | 10       | 25          | .800  | 218   | 57.2     | 33       | 2           | 20       | 0     | 0        | 36       | 0     | 0        | 9     | 9        | 1.40     | 0.92    |
| 2018       | 広島       | 68    | 0     | 0     | 0     | 0        | 4     | 2     | 32       | 6           | .667  | 293   | 66.1     | 66       | 7           | 29       | 3     | 1        | 56       | 0     | 0        | 23    | 20       | 2.71     | 1.43    |
| 2019       | 広島       | 36    | 0     | 0     | 0     | 0        | 3     | 3     | 9        | 5           | .500  | 171   | 35.1     | 44       | 3           | 17       | 2     | 2        | 23       | 0     | 0        | 24    | 16       | 4.08     | 1.73    |
| 2020       | 広島       | 6     | 0     | 0     | 0     | 0        | 1     | 0     | 0        | 0           | 1.000 | 25    | 5.0      | 8        | 3           | 3        | 0     | 0        | 3        | 0     | 0        | 5     | 5        | 9.00     | 2.20    |
| 2021       | 広島       | 4     | 0     | 0     | 0     | 0        | 0     | 0     | 0        | 0           | ----  | 24    | 4.0      | 9        | 0           | 2        | 0     | 0        | 1        | 0     | 0        | 8     | 6        | 13.50    | 2.75    |
| 2022       | 広島       | 28    | 0     | 0     | 0     | 0        | 2     | 5     | 0        | 7           | .286  | 108   | 23.2     | 27       | 6           | 10       | 3     | 1        | 18       | 0     | 0        | 19    | 17       | 6.46     | 1.56    |
| 2023       | 広島       | 35    | 0     | 0     | 0     | 0        | 1     | 0     | 0        | 7           | 1.000 | 132   | 33.0     | 25       | 1           | 6        | 1     | 2        | 24       | 0     | 0        | 13    | 10       | 2.73     | 0.94    |
| 2024       | 広島       | 24    | 0     | 0     | 0     | 0        | 1     | 1     | 0        | 3           | .500  | 94    | 23.0     | 24       | 1           | 2        | 0     | 1        | 16       | 1     | 0        | 5     | 5        | 1.96     | 1.13    |
| 通算：13年 | 通算：13年 | 451   | 12    | 0     | 0     | 0        | 23    | 33    | 115      | 83          | .411  | 2166  | 507.1    | 478      | 39          | 185      | 13    | 15       | 378      | 3     | 0        | 205   | 180      | 3.19     | 1.31    |

- 2024年度シーズン終了時

### 年度別守備成績
| 年 度 | 球 団 | 投手  | 投手  | 投手  | 投手  | 投手  | 投手     |
| 年 度 | 球 団 | 試 合 | 刺 殺 | 補 殺 | 失 策 | 併 殺 | 守 備 率 |
| ----- | ----- | ----- | ----- | ----- | ----- | ----- | -------- |
| 2012  | 広島  | 12    | 0     | 3     | 0     | 0     | 1.000    |
| 2013  | 広島  | 17    | 3     | 13    | 0     | 0     | 1.000    |
| 2014  | 広島  | 32    | 1     | 7     | 0     | 0     | 1.000    |
| 2015  | 広島  | 69    | 4     | 12    | 0     | 2     | 1.000    |
| 2016  | 広島  | 61    | 4     | 7     | 1     | 0     | .917     |
| 2017  | 広島  | 59    | 1     | 12    | 0     | 2     | 1.000    |
| 2018  | 広島  | 68    | 1     | 9     | 1     | 1     | .909     |
| 2019  | 広島  | 36    | 3     | 9     | 1     | 0     | .923     |
| 2020  | 広島  | 6     | 0     | 1     | 0     | 0     | 1.000    |
| 2021  | 広島  | 4     | 1     | 0     | 0     | 0     | 1.000    |
| 2022  | 広島  | 28    | 1     | 8     | 0     | 0     | 1.000    |
| 2023  | 広島  | 35    | 2     | 3     | 0     | 0     | 1.000    |
| 2024  | 広島  | 24    | 0     | 5     | 0     | 0     | 1.000    |
| 通算  | 通算  | 451   | 21    | 89    | 3     | 5     | .973     |

- 2024年度シーズン終了時

### 記録
初記録
投手記録
- 初登板：2012年3月30日、対中日ドラゴンズ1回戦（ナゴヤドーム）、6回裏に3番手で救援登板、1回1/3を1失点
- 初奪三振：同上、7回裏に谷繁元信から空振り三振
- 初先発：2012年9月19日、対東京ヤクルトスワローズ21回戦（MAZDA Zoom-Zoom スタジアム広島）、6回0/3を2失点（自責点1）で敗戦投手
- 初ホールド：2012年10月5日、対中日ドラゴンズ24回戦（ナゴヤドーム）、7回裏に2番手で救援登板、1回無失点
- 初勝利：2013年4月12日、対中日ドラゴンズ1回戦（ナゴヤドーム）、7回裏に2番手で救援登板、1回1失点
- 初先発勝利：2013年6月8日、対埼玉西武ライオンズ3回戦（MAZDA Zoom-Zoom スタジアム広島）、7回無失点[32]
- 初セーブ：2014年7月23日、対東京ヤクルトスワローズ13回戦（明治神宮野球場）、11回裏に7番手で救援登板・完了、1回無失点[33]

打撃記録
- 初打席：2012年9月19日、対東京ヤクルトスワローズ21回戦（MAZDA Zoom-Zoom スタジアム広島）、2回裏に赤川克紀から三振[34]

節目の記録
- 100セーブ：2018年8月8日、対中日ドラゴンズ17回戦（MAZDA Zoom-Zoom スタジアム広島）、9回表に6番手で救援登板・完了、1回無失点 ※史上30人目

その他の記録
- オールスターゲーム出場：2回（2016年、2018年）

### 背番号
- 56（2011年 - 2015年）
- 21（2016年 - ）

### 登場曲
- 「Girlfriend」アヴリル・ラヴィーン（2013年 - 2014年）
- 「ご機嫌ベイベー★」丸本莉子（2015年 - 2018年）
- 「メリッサ」ポルノグラフィティ（2019年）
- 「VS」ポルノグラフィティ（2019年 - ）